# Pandolfo da Polenta
Pour les articles homonymes, voir Pandolf.
Pandolfo da Polenta  (Ravenne... – 1347), est un seigneur italien du début du XIVe siècle.

## Biographie
Pandolfo da Polenta  est le fils de Ostasio I. Il a été un court moment (1346 - 1347) seigneur de Ravenne et Cervia  jusqu'à sa mort survenue en 1347.
En 1346 il a hérité de la seigneurie de la famille avec ses frères Bernardino I et Lamberto II .
Cependant après un an, Bernardino I a fait emprisonner Pandolfo et Lamberto II à Cervia où ils sont morts de faim.

## Sources
- (en) Cet article est partiellement ou en totalité issu de l’article de Wikipédia en anglais intitulé « Pandolfo da Polenta » (voir la liste des auteurs).